# Marion Phillips
Pour les articles homonymes, voir Phillips.
Marion Phillips, née le 29 octobre 1881 à Melbourne (Australie) et morte le 23 janvier 1932 à Londres (Royaume-Uni), est une femme politique britannique travailliste, membre du Parlement pour la circonscription de Sunderland (en) entre 1929 et 1931.

## Biographie
Marion Phillips née à St Kilda, Melbourne, est la fille de Phillip David Phillips, juriste australien et de Rose Asher, originaire de Nouvelle-Zélande. Elle est éduquée à domicile, puis au Presbyterian Ladies' College, Melbourne (en) en 1897-1898, et étudie la philosophie et l'histoire à l'université de Melbourne dont elle est diplômée en 1904. Elle poursuit ses études à Londres, à la London School of Economics (1904-1907) et soutient en 1908 une thèse de doctorat sur le développement de la Nouvelle-Galles du Sud, qu'elle publie en 1909, sous l'intitulé A Colonial Autocracy.New South Wales under Governor Macquarie 1810-1821. Elle est la première bénéficiaire de la bourse d'études créée par Bernard Shaw et Charlotte Payne-Townshend (en). Elle enseigne à la London School of Economis en 1911, puis de 1918 à 1920. Entre 1906 et 1910, elle travaille sous la direction de Beatrice Webb à la Commission enquêtant sur les lois concernant la pauvreté.
Elle est élue membre du comité exécutif de la Fabian Society avec Maud Pember Reeves et Ethel Bentham (en), en 1907, et adhère au Parti travailliste indépendant la même année. Membre de la Women's Labour League (en) en 1908, elle en devient la secrétaire en 1912. Elle édite également la publication de la Ligue, qui prend en 1913 le nom de Labour Woman. Elle est membre de la National Union of Women's Suffrage Societies et en est la secrétaire en 1910. Après le déclenchement de la Première Guerre mondiale, elle devient membre du War Emergency Workers' National Committee. En 1916, elle est présente lors de la création du Comité mixte permanent des organisations professionnelles de femmes ; elle en est la secrétaire entre 1917 et 1932. Elle assiste à un certain nombre de comités gouvernementaux avant qu'une femme ne soit élue au Parlement du pays. Le plus important était le Conseil des consommateurs du ministère de l'Alimentation et le Comité consultatif des femmes du ministère de la Reconstruction.
Elle n'a pas la même vision que les suffragettes sur le rôle de l'État vis-à-vis du monde du travail. En tant que cheffe de la Women's Labour League, elle décrit son rôle comme devant conduire le Parti travailliste à être bien informé des besoins des femmes et à leur offrir les moyens d'être mieux éduquées en matière de politique. Elle conduit 250 000 ménagères à s'impliquer dans le mouvement travailliste et contribue à populariser des questions telles que l'égalité des femmes dans le monde du travail, les repas scolaires, les cliniques, les espaces de jeu pour les enfants, la valeur de la maternité et l'amélioration des logements des familles.
Lors des élections législatives de 1929, elle est élue députée de Sunderland. Elle perd son mandat lors des élections de 1931 et meurt l'année suivante d'un cancer de l'estomac, âgée de 50 ans.